# فلیکس دیاز (بوکسور)
فلیکس دیاز (اسپانیایی: Félix Díaz‎؛ زادهٔ ۱۰ دسامبر ۱۹۸۳) بوکسور اهل جمهوری دومینیکن است. از افتخارات وی میتوان به کسب مدال طلا وزن Light Welterweight در بازی‌های المپیک تابستانی ۲۰۰۸ اشاره کرد.